# 핑차오구

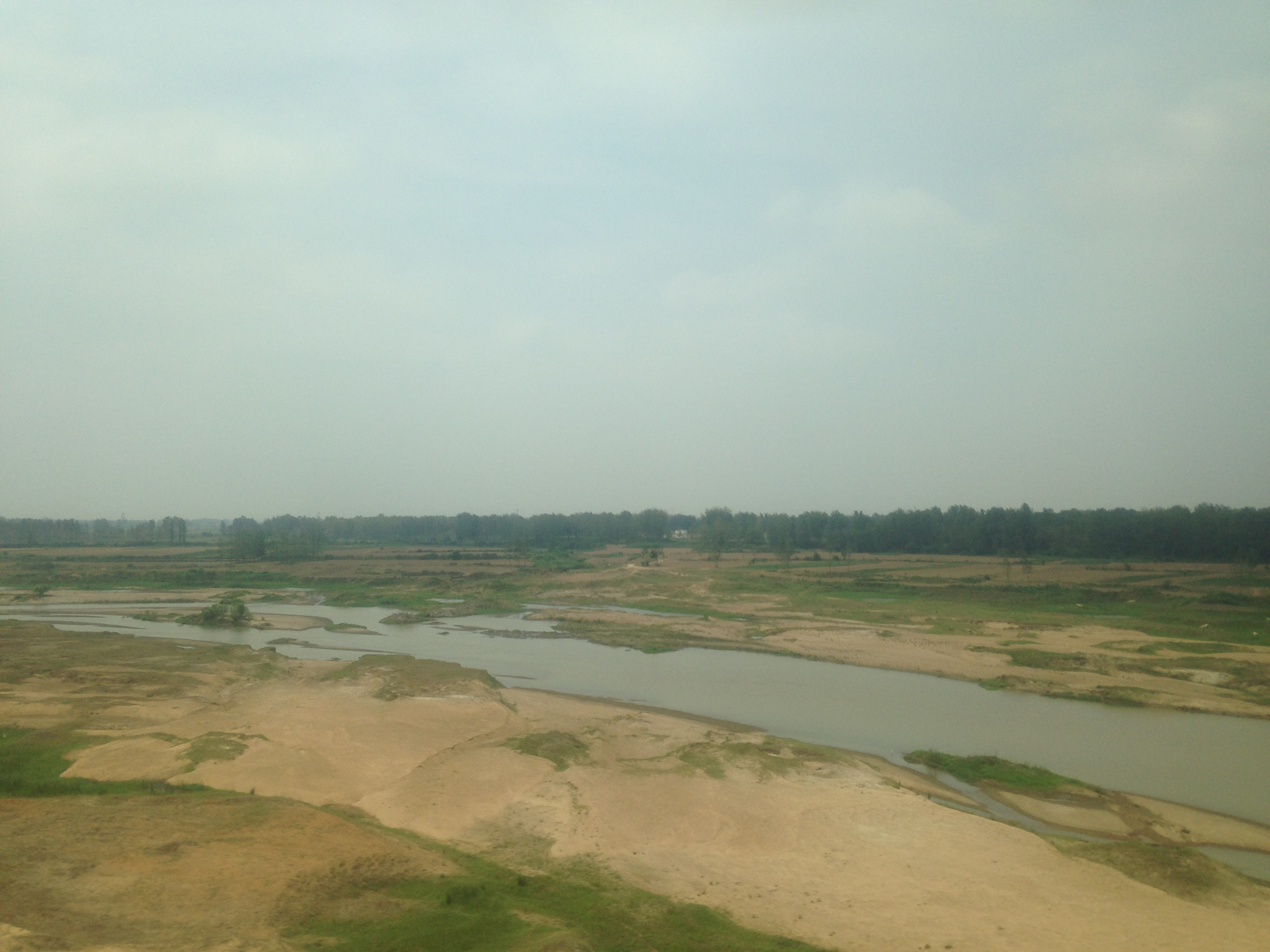

핑차오구(한국어: 평교구, 중국어: 平桥区, 병음: Píngqiáo Qū)는 중화인민공화국 허난성 신양시의 현급 행정구역이다. 넓이는 1889km2이고, 인구는 2007년 기준으로 800,000명이다.

## 행정 구역
5개 가도, 5개 진, 9개 향을 관할한다.
- 가도: 羊山街道, 前进街道, 南京路街道, 平桥街道, 甘岸街道.
- 진: 明港镇, 五里店镇, 邢集镇, 平昌关镇, 洋河镇.
- 향: 肖王乡, 龙井乡, 胡店乡, 彭家湾乡, 长台乡, 肖店乡, 王岗乡, 高粱店乡, 查山乡.